# Tapojoki (plaats)
Tapojoki is een gehucht binnen de Finse gemeente Kolari. Het dorp ligt aan de monding van de rivier Tapojoki, waar zij de Äkäsjoki in stroomt.